# Publicpress-Verlag
Publicpress Verlag, die Publicpress Publikationsgesellschaft mbH ist ein deutscher Freizeitkarten-Verlag aus Geseke, der auf Erlebnisführer, Radwanderkarten und Wanderkarten sowie Motorrad-, Wintersport-, Reitrouten- und Mountainbike-Karten, Stadtpläne und Reiseführer spezialisiert ist. Das Programm beinhaltet über 600 Titel in Deutschland.

## Geschichte
Der Verlag wurde 1977 gegründet.
Im Februar 2020 hat der Verlag seine Tätigkeit eingestellt. Die Produkte wurden vom österreichischen kartographischen Verlag freytag & berndt übernommen und weitergeführt.

## Produkte
Die mehr als 700 herausgegebenen Freizeitkarten für unterschiedliche Zielgruppen decken nahezu alle Teile Deutschlands ab. Darüber hinaus befinden sich im Verlagsprogramm auch einige Titel aus Österreich und Spanien. Pro Jahr entstehen etwa 50 neue Karten.
Das Verlagsprogramm unterteilt sich in Erlebnisführer, Radwanderkarten, Rad- und Wanderkarten, Wanderkarten sowie Motorradkarten, Wintersportkarten, Reitroutenkarten, Mountainbike Karten und Stadtpläne. Eine Besonderheit sind Karten mit Leporello-Falzung. Während die Rad- und Wanderkarten eine Region abbilden, zeigen die Leporellos einen in der Natur ausgewiesenen Fernrad- oder Fernwanderweg – z. B. den Westweg – von Anfang bis Ende. Das Augenmerk dieser Karten liegt auf den jeweiligen Hauptrouten, die in den aneinandergereihten Teilkarten besonders hervorgehoben sind. Im Zuge einer Kooperation mit dem Verein Top Trails of Germany erscheinen bei Publicpress die Wanderkarten zu diesen Fernwanderwegen.
Die Wanderkarten sind überwiegend im Maßstab 1:25.000, die Wander- und Radwanderleporellos haben größtenteils Maßstäbe von 1:25.000 oder 1:50.000. Die Rad- und Wanderkarten haben weitestgehend einen Maßstab von 1:50.000, die Radwanderkarten sind überwiegend im Maßstab 1:100.000 sowie die Erlebnisführer mit Maßstäben zwischen 1:100.000 bis 1:200.000 erhältlich.
Der Verlag produziert auch Sonderkarten für Unternehmen als Werbemittel sowie spezielle Freizeitkarten und Ortskarten.
Seit 2011 verlegt Publicpress auch Reiseführer, die neben einem Aktivteil aus ausgewählten Wander- und Radtouren auch klassische Reiseinformationen über die jeweilige Region wie Geschichte, Sehenswürdigkeiten und Gastgeber beinhalten. Dazu kommen Wanderführer und Radtourenführer.
Das Markenzeichen ist eine Sonne, die auf allen Titeln zu finden ist, sowie der Slogan PUBLICPRESS – Der Verlag mit der Sonne. 